# Tom and Jerry and the Wizard of Oz
Tom and Jerry and the Wizard of Oz (Tom e Jerry e o Mágico de Oz no Brasil, e Tom e Jerry e o Feiticeiro de Oz em Portugal) é um filme animado de comédia, aventura, fantasia e musical de Tom e Jerry lançado em 23 de agosto de 2011 e produzido pela Warner Bros. Animation.

## Sinopse
Tom e Jerry voam sobre o arco-íris e viajam pela estrada de tijolos amarelos. O desenho é sobre o conto clássico O Mágico de Oz junto com Tom, Jerry, Totó, o Espantalho, o Homem de Lata, o Leão Covarde, Dorothy Gale, a Bruxa Má do Oeste, entre outros, a diversão está completa e eles irão fazer de tudo para levar Dorothy e Totó de volta para o Kansas, o seu lar.

## Dublagem
| Personagens       | Dublagem original | Dublagem brasileira    |
| ----------------- | ----------------- | ---------------------- |
| Magico de Oz      | Joe Alaskey       | Walmir Barbosa         |
| Dorothy           | Grey DeLisle      | Jullie                 |
| Tio Henry         | Stephen Root      | André Belizar          |
| Tia Em            | Frances Conroy    | Marize Motta           |
| Homem de Lata     | Rob Paulsen       | Duda Espinoza          |
| Doppy             | Joe Alaskey       | Mauro Ramos            |
| Espantalho        | Michael Gough     | Eduardo Borgeth        |
| Leão              | Todd Stashwick    | Ronaldo Júlio          |
| Bruxa Má do Oeste | Laraine Newman    | Vânia Alexandre        |
| Espeto            | Kath Soucie       | Pamella Rodrigues      |
| Glinda            | Frances Conroy    | Aline Ghezzi           |
| Butch             | Joe Alaskey       | Carlos Seidl           |
| Corvo #1          | Stephen Root      | Rodrigo Oliveira       |
| Corvo #2          | Stephen Root      | Mário Tumpinambá Filho |
| Outras vozes      | Ricardo Vooght    | Rita Lopes             |